# Juan Calleros
Juan Diego Calleros Ramos (Guadalajara, 19 de abril de 1962) es un músico mexicano, actualmente bajista de la banda de rock mexicana Maná. Junto con Fernando Olvera, es uno de los dos únicos miembros originales de la banda.
En un principio el nombre de la agrupación era "The Spies of Green Hat" poco tiempo después lo recortaron a "Green Hat" y finalizaron cambiando el nombre a su traducción en español, "sombrero verde". Sus hermanos Ulises y Abraham Calleros fueron el guitarrista y el baterista respectivamente, Su hermana Alicia fue manager del grupo por un tiempo,  Sin embargo, tiempo después, Ulises se convirtió en  el representante hasta el día de hoy. Debido a los problemas por su escaso éxito como "sombrero verde" Abraham abandona el grupo definitivamente. Juan es conocido por ser el más tímido del grupo, rara vez Juan habla en una entrevista y es el único integrante que no hace coros en la banda ni participa en la composición de las canciones. Debido a que Juan siempre ha sido miembro de Maná, desde su inicio ha compartido escenario con varios artistas.

## Biografía
Juan empezó tocando el bajo a sus 10 años de edad, a los 13 tocaba en un grupo, luego integró la banda Sombrero Verde en 1978 a sus 16 años de edad junto con Fher Olvera, sus hermanos Ulises y Abraham Calleros y Gustavo Orozco, se convirtió en un miembro permanente y junto con Fernando Olvera son los únicos miembros originales, en un principio tocaban covers de The Beatles, Led Zeppelin, Rolling Stones, The Police, entre otros. En 1981 publican su primer álbum, el cual no tuvo éxito, para 1983 publican A tiempo de rock teniendo el mismo resultado que su álbum previo. Por tal razones se da la salida de sus hermanos, Ulises, quien sería el representante de la banda y Abraham quien definitivamente abandonó el grupo.

## Familia
Su familia la integran su esposa Erika y su hija Paola, 11 hermanos, y sus padres. Su madre se llama Alicia y su padre Julián.

## Instrumentos
Juan Calleros siempre ha usado los bajos  Fender Jazz Bass, Fender Precision Bass, también usa bajos como  Music Man, Wal de 5 y de 6 cuerdas, Ibanez, Epiphone, Hofner, Gibson Thunderbird, Rickenbacker 4001, bajos Esp Ltd, Jackson Bass, warwick, bajos Washburn y entre otros más.

## Discografía

### Sombrero Verde
- 1981: Sombrero Verde
- 1983: A tiempo de rock

### Maná

#### Álbumes de estudio
- 1987: Maná
- 1990: Falta amor
- 1992: ¿Dónde jugarán los niños?
- 1995: Cuando los ángeles lloran
- 1997: Sueños líquidos
- 2002: Revolución de amor
- 2006: Amar es combatir
- 2011: Drama y luz
- 2015: Cama incendiada

#### Álbumes en directo
- 1994: Maná en vivo
- 1999: Maná MTV Unplugged
- 2003: Maná Concierto Básico (Círculo de Bellas Artes de Madrid)
- 2004: Acceso Total
- 2008: Arde el cielo

#### Recopilatorios
- 2000: Todo Maná
- 2001: Grandes Maná
- 2003: Esenciales
- 2012: Exiliados en la bahía
- 2013: Exiliados en la bahía Portuguese Edition
- 2013: Studio Albums 1990-2011